# Uncharted (história em quadrinhos)
Uncharted também conhecida como Uncharted: Comics é uma minissérie em quadrinhos de seis edições  que aborda uma nova aventura da série de videogame Uncharted com icônico personagem Nathan Drake e seus parceiros. Foi lançada em 30 de novembro 2011 pela DC Comics em parceria com a Sony Interactive Entertainment. Um livro de bolso foi lançado em 2012 contendo todas as seis edições.

## História da publicação
Em 2011 com o lançamento de Uncharted 3: Drake's Deception, a Sony Interactive Entertainment em um plano de marketing para divulgar e expandir o universo, entrou em parceria com a DC Comics anunciando uma minissérie de seis edições em história em quadrinhos. Joshua Williamson famoso por suas histórias com Super-Homem e Batman foi escolhido para desenvolver a história, tendo o auxílio de Sergio Sandoval e Francesco Francavilla no desenho e arte, capas por Tony Harris e variantes por Adam Hughes.
Os quadrinhos contam com uma história original e cânone no universo, se passando antes do primeiro jogo. narrando uma história independente que não necessita o conhecimento das demais aventuras de Drake. Naughty Dog e Sony trabalharam em conjunto com o estúdio e escritor da saga, tendo supervisão direta de Amy Hennig a criadora dos jogos.

## Enredo
Em um novo trabalho obtido por seu parceiro Victor Sullivan, Nathan Drake conhece a bale ladra Chloe Frazer e juntos entrm em uma jornada no centro da Terra em busca da lendária Sala Âmbar. Drake tem que lidar com poderosos mercenários e magnatas vingativos que buscam recobrar sua reputação uma aventura que acaba na mítica Agartha.
Victor Sullivan é contatado pelos irmãos Michael e Rose Doughty para lhes encontrar um artefato. Sullivan então convoca seu protegido Nathan Drake para a missão. Pela complexidade da incumbência Drake pede ajuda de seu colega Harry Flynn. Ambos vão parar em algum lugar da América do Sul em busca do devido artigo. Apesar de conseguirem o que queria acabam sendo encurralados mas conseguem escapar em um ato inesperado de Nathan. Após a fuga chega a hora de partilhar os espólios, Drake deixa Flynn ficar com tudo apenas se apossando de uma caderneta. Mesmo desconfiado Harry aceita a quinhoada e parte. Sully chega exatamente na hora para saber se tudo havia ocorrido devidamente, mas Nathan fica intrigado pela caderneta e começa a investigar. Ele descobre que é o diário de voo de Richard Byrd e fica sabendo sobre a Sala  Âmbar e seu selo, e Agartha. Diferente de Drake, Victor não é um grande conhecedor em História, então seu jovem parceiro o deixa a par da situação e ambos passam a ficar interessados na situação.
Chegado o devido dia e hora, Sullivan e Drake se encontram com os Doughtys e lhes entrega o diário. Em meio a uma breve conversa, Rose sob efeito de álcool deixa escapar que participariam de um leilão para obter o Selo   mbar. Além de obter o pagamento de seu trabalho, ambos ladrões conseguem a informação que desejavam e planejam entrar no leilão para roubar o selo. Os dois partem para a Ucrânia e fazem um reconhecimento do local à noite. Nathan então acaba sendo surpreendido por uma bela ladra que o rende. Apesar disso Drake consegue se safar jogando areia nos olhos da mulher. Ele então se junta novamente com Sully e conta ocorrido.

Michael & Rose Doughty

No dia seguinte ambos entram disfarçados no leilão e se deparam com Michael e Rose. Nathan então parte para fazer reconhecimento interno do local enquanto Sully fica de olho nos Doughtys. Perdido em uma sala aleatória, Drake é abordado por Mykola Rusnak, um segurança do local. Tentando ganhar tempo ele o tenta despistar com informações falsas mas um rosto conhecido aparece dizendo que é sua companhia. A sós a pessoa se apresenta, como Chloe Frazer, a ladra que havia interpelado Nathan na noite passada. Victor então entra exaltado na sala e leva Drake embora. Sozinhos, Sully conta que descobriu que o dia do leilão do Selo foi adiado mas que ele havia sido vendido às escondidas e que seria um leilão falso  que teriam que se apressar para pegá-lo antes dos Doughtys naquela mesma noite. O jovem ladrão adentra o castelo pelo calabouço em busca de onde o Selo poderia estar escondido mas percebe que não estava só. Chloe Frazer tinha acabado de chegar e não contava com reencontro com o ladrão. Ele então tenta rendê-la mas não obtêm sucesso a deixando escapar. Chloe chega até a sala do selo com Nathan a alcançando. Ela tenta o afastar mas ele a convence em deixá-lo apenas examinar o artefato. Assim ele o faz e pega umas coordenadas inscritas atrás do artefato. Ansiosa, Chloe empurra o ladrão e toma o selo para si, acionando o alarme. Ambos então correm do local e conseguem escapar. Chloe percebe a gravidade da situação com tantos homens correndo atrás dele e joga o selo para Drake. Sem entender o que estava acontecendo ele continua correndo tentando entrar em contato com Sully, quando é cercado pelos Doughtys que mostram ter raptado seu parceiro e levam Nathan consigo.

Mykola Rusnak

Em um prédio abandonado os irmãos obrigam Drake a decifrar as coordenadas e contam que são descendentes de Thomas Doughty e demonstram um certo despeito por Nathan e seu ancestral por tê-lo matado.  Depois de Nathan dar as informações que seus sequestradores queriam, os Doughtys partem e abandonam Sullivan e Drake presos à mercê de Mykola. Nate consegue se soltar e ajuda seu parceiro mas quando ambos pensam que estão a salvo, eles são cercados por Rusnak do lado de fora do prédio que os leva para um beco onde os interroga pelo paradeiro do selo. Apesar de contar a verdade, o mercenário não acredita e quando pensa em executar um dos ladrões, Chloe aparece atirando nos capangas do russo e os três escapam de carro por um breve momento. Mykola os alcança em pouco tempo usando uma off road militar com metralhadora. Em meio a uma perseguição desenfreada, Frazer executa uma manobra desesperada e profissional fazendo o mercenário cair de um precipício. Depois de conseguirem se safar, os dois ladrões concordam em fazer parceria com Chloe e parte para o Pólo Norte.
Sagaz, Drake tinha dado as coordenadas erradas para conseguir tempo. O trio chega ao Pólo Norte e encontram o avião dos Doughty vazio. Nathan e Sully adentram o veículo para conseguir o diário de Byrd. Frazer fica de vigilância do lado de fora mas é apanhada pelos homens dos Doughtys. Michael e Rose então colocam Nathan e Sullivan para trabalharem para eles tendo Chloe como refém. Com Victor de piloto e Drake de co-piloto, os aventureiros adentram uma cratera profunda que faz os radares do avião entrarem em pane e eles voarem às cegas. Isso acaba os fazendo bater e ter que fazer um pouso de emergência. Sully é obrigado a consertar o avião enquanto o grupo busca pela Sala Âmbar. Para os desgosto de todos, principalmente de Michael a sala é encontrada totalmente destruída. Desolado, ele sai para pensar e sua irmã vai atrás dele enquanto Nathan e Chloe continuam explorando o local. Michael e Rose discutem por ela querer explorar o local e querer obter mais conhecimento, ao passo que Michael só queria fazer essa descoberta. Nate e Chloe conseguem despistar alguns guardas e os Doughtys ouvem os tiros e partem para ver do que se tratava começando uma busca pelos ladrões. Os dois foragidos encontram pinturas nas paredes do local que os deixam desconfiados do que poderia ter ocorrido no local, e alguns desenhos lembram os "deuses da fumaça" que Byrd havia descrito em seu diário. No meio tempo os soldados dos Doughtys encontram a dupla ladina que volta a fugir. Afobada Chloe acaba caindo em uma fossa e Nathan se atira para ajudá-la.
Seus perseguidores sem pensar muito os perseguem até a fossa e Michael muito irritado resolve matar Nathan ali mesmo para acabar com tudo de uma vez. Mas eles acabam sendo atacados por criaturas humanóides e estranhas, os ditos deuses da fumaça. Os soldados acabam sendo todos assassinados, Rose e Michael se separam assim como Nathan e Chloe. Drake fica encurralado e acaba sendo ferido nas costas mas é salvo por Chloe. Michael acaba encontrado a dupla e pergunta por Rose causando uma discussão. Em meio ao debate ouve-se os gritos de Rose pelo local e ambos partem em busca da mulher. Chloe  a encontra e salva dos ataques que estava sofrendo por uma das criaturas. Os quatros decidem juntar forças e acabam escapando ao mesmo tempo que encontram a lendária Agartha. Todos ficam espantados e enquanto Nate e Chloe planejam o que fazer com a descoberta os irmãos os atacam e os rendem. Michael mais uma vez quer eliminar Drake mas sua irmã fica vislumbrada por uma parede de diamantes reluzentes. Michael tenta falar com ela e a ameaça enfurecendo Rose que o mata a sangue frio. Os ladrões apenas observam a mulher esperando o tempo certo para fugir. Rose retira um dos diamantes e lava começa a vazar pelo orifício de onde ele foi removido. Nathan percebe que a parede está para ruir e se prepara para fugir enquanto Rose continua vislumbrada. A parede por fim desmorona matando Rose e os dois ladrões fogem.
Agartha começa a ruir e juntamente deuses da fumaça correm à solta, Drake e Frazer correm desesperadamente, e em meio a rochas colidindo acabam se separando. Nathan se encontra cercado em meio a um rio de lava mas é salvo por pouco por Sully e Chloe no avião já consertado. A pressão do local começa a causar pane no avião, mas eles conseguem fugir e caem em uma praia. Nate e Chloe têm uma noitada juntos enquanto Sully celebra com mulheres em um luau. Tudo volta a ser como antes, mas ao amanhecer Drake está só de novo, Choe resolveu partir e deixou apenas um bilhete. Então Nate e Sully continuam suas vidas de ladrões de artefatos.